# Анита Шимић (сликарка)
Анита Шимић (Котор, 11. септембар 1975) српска је сликарка и педагошкиња из Црне Горе.

## Биографија
Анита Шимић је дипломирала сликарство на Факултету ликовних умјетности Универзитета Црне Горе на Цетињу (1999) у класи професора Рајка Тодоровића. На истом факултету је магистрирала сликарство (2004).

## Уметничко дело
Комбинујући различите уметничке технике, ствара слике јарких, интензивних боја попут плаката, под утицајем поп арта, стрипа и масовне културе. Централни мотив на сликама је жена, њена свакодневица у баналним и озбиљним ситуацијама, али и место и третман жене у модерном, потрошачком друштву (Барби, 2015). Уместо лица, у инсценираним сценама посебно је наглашена женска фигура као метафора за свођење жене на објекат, јер њено тело постаје место манипулације, идентификације, пројекције и приказа (Не верујем, 2017).

## Самосталне изложбе
- Херцег Нови (2002, 2016),
- Подгорица (2002).